# 内田渡船
内田渡船（うちだとせん）は、木曽川で運航されていた渡し船である。
内田の渡し、また古くは鵜沼の渡し、宇留間の渡りとも称された。

## 概要
岐阜県稲葉郡鵜沼村（現・岐阜県各務原市）と愛知県丹羽郡犬山町（現・愛知県犬山市）の間の木曽川で運航された渡船である。現在の犬山橋の下流に存在した。明治末期から岡田式渡船装置を使用していた。
古くから木曽川の交通の要所である渡船であったが、1925年（大正14年）に犬山橋の完成により廃止となった。
愛知県側には文化12年（1815年）建立の常夜灯が、岐阜県側には明治26年（1892年）建立の常夜灯が現存する。

## 歴史
- 平安時代、三十六歌仙の一人藤原仲文にこう詠まれている。「ゆきかよひ定めがたさは旅人の心うるまのわたりなりけり」
- 承久3年（1221年）の承久の乱で朝廷軍の一部が使用したという。
- 江戸時代は稲置街道の一部となる。犬山宿と鵜沼宿の間にあることもあり尾張藩の直営の渡船となる。
- 1871年（明治4年） - 廃藩置県により尾張藩が消滅。尾張藩直営の内田渡船は廃止となる。
- 1873年（明治6年） - 旧内田渡船の渡船関係者による運営が許可され、復活する。
- 1879年（明治12年） - 渡船の運航会社として、愛知県丹羽郡稲置村と岐阜県各務郡鵜沼村で渡船社を設立。
- 1907年（明治40年）頃 - 岡田式渡船装置での運航を開始する。
- 1925年（大正14年） - 犬山橋の完成により廃止。